# Nieuport-Delage NiD 29
Nieuport-Delage NiD 29 var ett franskt biplan konstruerat av den franske flygplanskonstruktören Gustave Delgade för Nieuport-Astra. Det användes av svenska flygvapnet som J 2.
Nieuport 29 hann aldrig tas i tjänst innan första världskriget tog slut, men kom åren efter kriget att bli franska flygvapnets standardflygplan. Det hade goda flygegenskaper och särskilt god flyghöjdsprestanda och satte bland annat ett världsrekord i höjdflygning med en höjd av 9 545 meter.

## Nieuport-Delage 29 C / J 2 i Sverige
Redan 1925, sedan Karl Amundson utsetts till flygvapnets första chef men vapenslaget ännu inte hade bildats beslutade han på eget initiativ att beställa tio Nieuport 29 C-1 från Frankrike. Amundsons initiativ rönte en hel del kritik då beslutet inte förankrats hos varken regering eller riksdag, men då flygvapnet saknade jaktplan, förutom några föråldrade Phönix 122 D.III tystades kritiken ned och utgiften för de tio flygplanen, 175 575 kronor godkändes i efterhand sedan flygvapnet blivit en självständig försvarsgren.
Flygplanen hade börjat levereras till Sverige i början av 1926 och då fått modellbeteckningen J 26, vilken sedan flygvapnet bildats ändrades till J 2. Ett av flygplanen förstördes redan 15 augusti 1926 genom en explosion och kom aldrig att inregistreras hos flygvapnet. De kom att placeras vid 3:e flygkåren vid Malmslätt. Vid leveransen saknade flygplanen beväpning och först 1927 bestyckades planen med vardera två 6,5 mm kulsprutor monterade framför ovanför föraren. Redan vid denna tid började dock flygplanen bli föråldrade. De flyttades till 5:e flygkåren i Ljungbyhed där de mestadels stod uppställda och 8 oktober 1930 kasserades de tre sista då kvarvarande exemplaren. Då hade övriga plan tidigare avförts efter haverier.